# Gablenz (Neuhausen/Spree)
Gablenz, niedersorbisch Jabłoń, ist ein Ortsteil der Gemeinde Neuhausen/Spree im  Landkreis Spree-Neiße in Brandenburg. Die bis 2004 selbständige Gemeinde schloss in diesem Jahr mit 14 anderen Gemeinden zur Großgemeinde Neuhausen/Spree zusammen.

## Geographie
Gablenz liegt ungefähr sieben Kilometer östlich von Neuhausen und rund 15 Kilometer südöstlich von Cottbus. Die Gemarkung grenzt im Norden an Sergen, im Osten an Jethe, im Südosten an Trebendorf, im Süden an Drieschnitz-Kahsel und im Westen an Komptendorf. Der Ortskern liegt auf etwa 85 m ü. NHN. Im Norden bildet das Jether Grenzfließ die ungefähre Gemarkungsgrenze. Das Erlenfließ zieht sich von Süden nach Norden durch die Gemarkung und den Ort und mündet in das Jether Grenzfließ. Im Ortsbereich mündet der von Osten kommende Graben 30a Trebendorf in das Erlenflließ. Der westliche Teil der Gemarkung ist geschlossen von Wald eingenommen.
Im Nordosten liegt der große Johannisteich. Er bildet das Zentrum des Naturschutzgebietes Sergen-Kathlower Teich- und Wiesenlandschaft.
Gablenz ist über die L 47 mit Neuhausen/Spree verbunden. Die L 47 biegt im Ort nach Norden ab und führt weiter nach Sergen. Die Landesstraße 48 (ehemalige Bundesstraße 115) führt direkt zur Bundesautobahn 15 (Anschlussstelle Roggosen). In die andere Richtung führt die L48 fast direkt nach Döbern. Zum Ortsteil Gablenz gehört der Wohnplatz Gablenzer Ausbau.

## Geschichte
Gablenz wird urkundlich erstmals 1427 genannt, allerdings nur indirekt als ein Hans von Gablenczk in einer Urkunde erscheint. Übersehen wurde bisher eine Jutta von Zabeltitz aus dem Hause Gablenz, die mit dem Schlosshauptmann von Trebbin, Christoph von Maltitz verheiratet war und die 1399 gestorben ist. Allerdings gibt diese Quelle keine Belege an. Deren Sohn Nicol soll mit einer Elisabeth von Zabeltitz, wiederum aus Gablenz verheiratet gewesen sein. Das Dorf selber wird als Gablentz 1536 erstmals genannt. Der Name leitet sich von aso.*Jablońc ab, zu *jabloń für dt. „Apfelbaum“. Nach Rudolf Lehmann war Gablenz seiner Struktur nach ein Sackgassendorf.

### Besitzgeschichte
Nach der Zabeltitz’schen Familiengeschichte war Gablenz schon 1480 im Besitz der Familie von Zabeltitz. Allerdings fehlen die Belege für diese Angabe. Nach Rudolf Lehmann war Gablenz bereits vor 1536 im Besitz der Familie von Zabeltitz. Die bisher übersehene Jutta von Zabeltitz aus dem Hause Gablenz, die mit dem Schlosshauptmann von Trebbin, Christoph von Maltitz verheiratet war und die 1399 gestorben sein soll, würde den Besitz der von Zabeltitz in Gablenz bis um 1370 zurück verlegen.

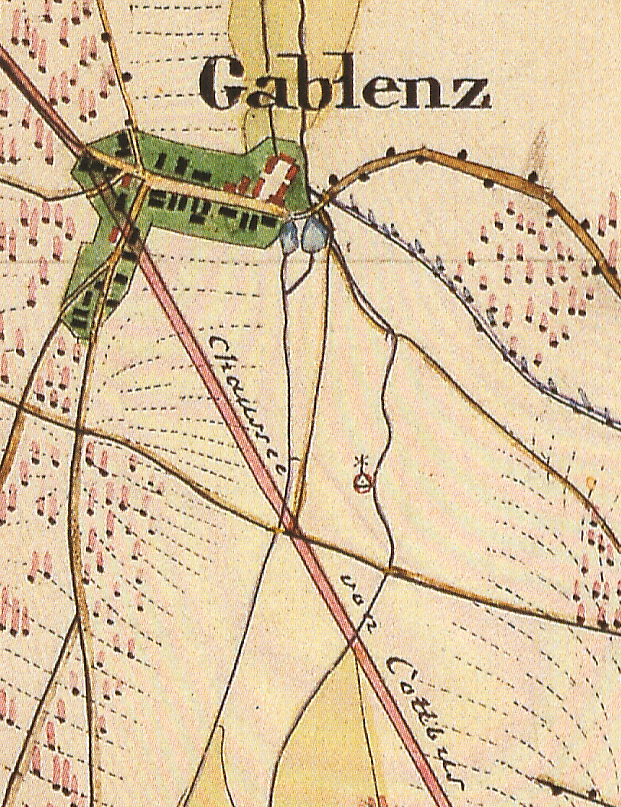
Gablenz auf dem Urmesstischblatt 4353 Döbern 1845, Ausschnitt

Erster sicher nachgewiesener Besitzer von Gablenz ist um/vor 1536 Siegmund von Zabeltitz, der in diesem Jahr nicht nur mit Gablenz, sondern auch noch mit den Gütern Branitz, Gahro, Grötsch, Anteil Haasow, Kiekebusch, Klein Lieskow, Tranitz und dem Vorwerk und Burglehn in Cottbus belehnt wurde. Er war mit Anna von Schlieben, einer Schwester von Eustachius von Schlieben, Hauptmann auf Zossen verheiratet, mit der er die Söhne Hans, Jobst, Georg und Christoph hatte. Nach der Zabeltitzschen Familiengeschichte starb er schon 1538, was wohl kaum stimmt, denn bei der Musterung der Ritterpferde 1565 in der Herrschaft Cottbus mussten Sigemund v. Zabeltitz Erben drei Ritterpferde stellen. Er ist damit wohl nicht viele Jahre vor 1565 verstorben. 1519 wurde der Anna von Schlieben zum Leibgedinge 100 Gulden und zwei Malter Korn aus den Dörfern Babow, Branitz, Grötsch, Kiekebusch, Anteil Haasow, Tranitz und freie Wohnung auf dem Burglehn Cottbus zugesichert. Sollte sie wieder heiraten, würde die freie Wohnung und der Zins von zwei Malter Korn an die Lehnserben fallen, die 100 Gulden jährlichen Zins sollte sie bis an ihr Lebensende behalten.
Von den vier Brüder Hans, Jobst, Georg und Christoph scheint Hans früh verstorben zu sein, er taucht nicht mehr in den Urkunden auf. Jobst wurde 1562 von Hans von Zeschau bei einem Streit angeblich in Notwehr erschlagen. Christoph war verheiratet und hatte drei Söhne; er starb vor 1571. 1571 erhielten (ein anderer) Christoph von Zabeltitz zu Hänchen und Caspar von Zobeltitz zu Schorbus für sich und ihres verstorbenen Bruders Hans zu Illmersdorf unmündigen Sohn Caspar die Lehn für ihre Besitzungen vom brandenburgischen Kurfürsten Johann Georg. Gesamthänder war u. a. auch Jürge/Georg, Siegmunds Sohn zu Tranitz, der auch die Lehnspflicht für die unmündigen Söhne seines verstorbenen Bruders Christoph ablegte.
Am 10. August 1574 empfing nun der letzte der vier Brüder Jürge/Georg von Zabeltitz zu Tranitz die Lehn vom brandenburgischen Kurfürsten Johann Georg für sich und die unmündigen Kinder seines verstorbenen Bruders Christoph, namens Eustachius, Jürgen und Christoph. Georg trat 1577 in die Kottbuser Schützengilde ein und starb nach den Aufzeichnungen der Schützengilde 1585. Er hinterließ einen Sohn namens Siegmund und eine Tochter namens Pamphilia. Siegmund war schon 1585 in die Kottbuser Schützengilde eingetreten, vermutlich anstelle seines verstorbenen Vaters. Siegmund wurde am 28. April 1586 und erneut am 17. Februar 1588 mit den vom Vater ererbten Gütern Tranitz, Grötsch, Gablenz, Branitz, Klein Lieskow, Haasow, Kiekebusch und dem Freihaus und Vorwerk in Cottbus belehnt. Aufgrund finanzieller Schwierigkeiten musste er das Freihaus und das Vorwerk in Cottbus verkaufen. Für ein Darlehen musste er Klein Lieskow für drei Jahre an den Rat der Stadt Cottbus verpfänden. Gablenz musste er für 7.000 Taler an Hans von Schlieben auf Vetschau/Spreewald verpfänden. Schließlich verkaufte Siegmund von Zabeltitz Gablenz am 8. Februar 1600 für 7.000 Taler an seinen Vetter Heinrich von Zabeltitz auf Groß Leine.
Nach dem Erwerb von Gablenz ist Heinrich von Zabeltitz wohl nach Gablenz übersiedelt. Er war mit Catharina von Zicker verheiratet und starb vor 1609. Er hinterließ die Töchter Elisabeth, die später Caspar von Minckwitz heiratete und Anna, die mit Hans Christoph von Pannwitz auf Babow verheiratet war sowie den bei seinem Tod unmündigen Sohn Wolf Ernst. Dietrich von Zabeltitz auf Eichow wurde als dessen Vormund eingesetzt. Wolf Ernst von Zabeltitz starb aber schon 1635 als Oberstleutnant ohne Leibeserben. Gablenz kam nun an die Söhne des Dietrich, Sebastian und Georg von Zabeltitz auf Eichow, die am 9. Oktober 1635 den Lehnbrief über Gablenz erhielten. Allerdings war das Gut Gablenz stark mit Schulden belastet. Außerdem mussten sie die Verpflichtung übernehmen, ihre vier Schwestern auszustatten. Die zwei Brüder von Zabeltitz verkauften daher Gablenz am 8. August 1638 für 6.532 Taler an ihre vier Schwestern Margarethe, Anna, Elisabeth und eine NN. Diese wiederum verkauften Gablenz noch im selben Jahr an Caspar von Minckwitz, der mit ihrer Cousine Elisabeth von Zabeltitz verheiratet war. Sie hatten am 20. Februar 1637 in der Cottbuser Oberkirche geheiratet. In das dortige Kirchenbuch ist auch die Taufe der Tochter Anna Sofie (* 5. Juni 1642) und des Sohnes Wilhelm Friedrich (* 18. April 1642) eingetragen. 1646 kaufte Caspar von Minckwitz von seinem Bruder Wilhelm noch das Gut Groß Jehser hinzu und suchte zum 10. April 1646 um die Belehnung nach. 1651 kaufte er auch noch das Dorf Rehnsdorf für 2.500 Taler. Schon vorher oder kurz nachher hatte er Gablenz an seinen Vetter Otto Wilhelm von Minckwitz verkauft. 1652 ist er als Besitzer von Gablenz belegt. Doch auch dieser blieb nicht lange im Besitz von Gablenz. 1664 verkaufte er das Gut an Caspar Siegmund von Truchseß.
Caspar Siegmund von Truchseß von Wellerswalde auf Wilmersdorf, Groß Oßnig, Klein Loitz (vor 1669 Reuthen) und Gablenz, und Ursula Margaretha von Schönberg vereinbarten am 29. März 1683 ein Ehegeld in Höhe von 1.400 Talern. Am 10. Februar 1670 wurde er mit Gablenz belehnt. Nach Krüger und Houwald soll Caspar Siegmund von Truchseß Gablenz bereits 1674 für 5.200 Taler an Caspar Christoph von Köckritz.
1701 verkaufte Caspar Christoph von Köckritz Gablenz für 13.000 Taler an den Oberjägermeister und Amtshauptmann der Ämter Potsdam und Saarmund Christian von Pannwitz. Zu seinem Besitz gehörte neben Gablenz auch Kahren, Koppatz, Anteil Haasow und Sergen. Er starb am 28. November 1703 in Berlin. 1704 teilten seine Söhne den väterlichen Besitz. Gablenz und Sergen kamen an Friedrich Wilhelm von Pannwitz.
Friedrich Wilhelm von Pannwitz erhielt neben Gablenz und Sergen außerdem 6.000 Taler Wertausgleich (5.000 Taler). Er war Vizekanzler der Neumärkischen Regierung in Küstrin, Amtshauptmann zu Cottbus und Peitz, Domherr in Halberstadt und Ritter des Johanniterordens. 1721 kaufte er noch Kathlow hinzu. Er war mit Helene Juliane von Arnim, Tochter des Georg Abraham von Arnim und der Anna Sophia Helena von Rohr, verheiratet. Das Paar hatte 15 Kinder, von denen aber viele im Kindesalter starben. Die Töchter waren: Helene Anne, verheiratet mit Hans Christoph von Schöning, Eva Elisabeth, Agnese Charlotte, Juliane Dorothea, Sophie Dorothea, Christiane Marie Margarethe, Juliane und Juliane Dorothee Henriette. Am 25. April 1731 starb er in Küstrin. Erbe war sein einziger Sohn Anton Dietrich Wilhelm von Pannwitz.
Anton Dietrich Wilhelm von Pannwitz war mit Charlotte Marie von Kleist verheiratet; die Ehe blieb ohne Nachkommen. 1740 leistete Anton Dietrich Wilhelm von Pannwitz zu Sergen, Gablenz, Kathlow, Tranitz, Roggosna, Gablenz, Klein Lieskow, Grötsch und Anteil Haasow anlässlich des Regierungsantritts von Friedrich II. die Erbhuldigung in Cottbus. Am 2. Oktober 1782 ist er gestorben. Sein gesamter Besitz fiel an Gottfried Carl August von Schöning, den Sohn seiner Schwester Anna Helene, die mit Hans Christoph von Schöning verheiratet war. Christian Gulde nennt für 1784 die Geschwister Pannwitz als Besitzer von Gablenz.

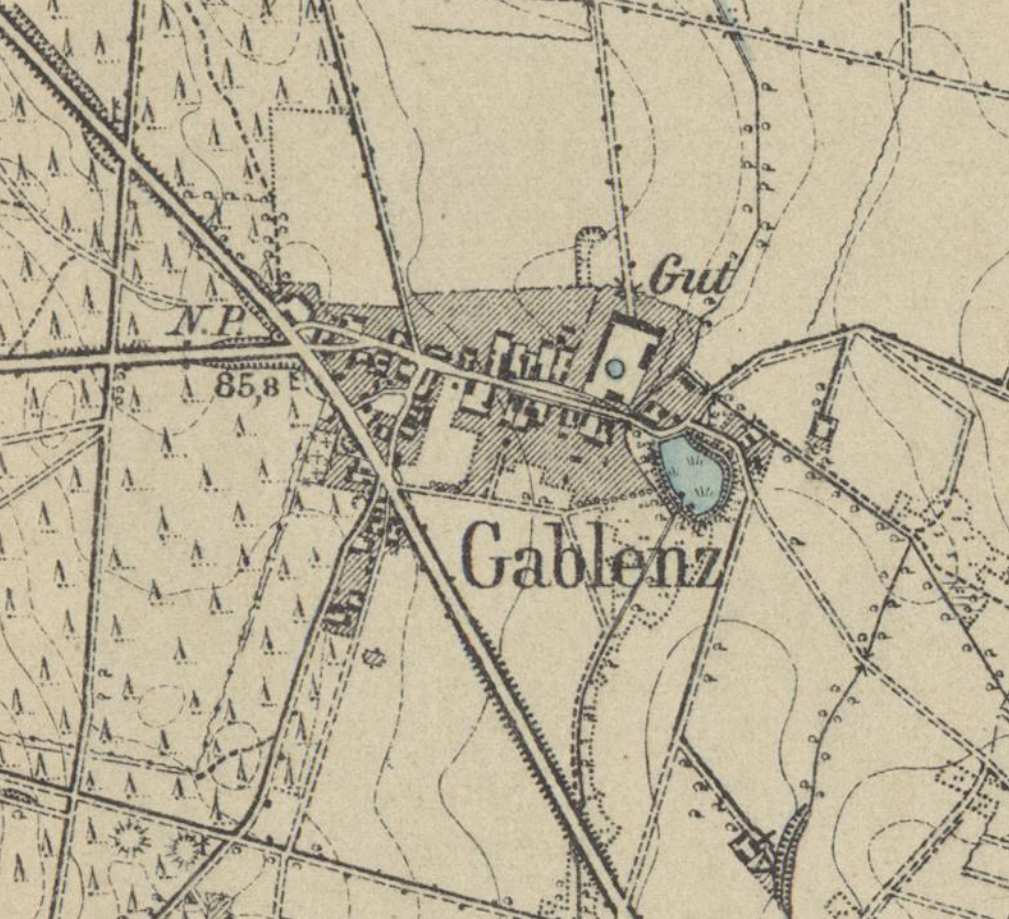
Gablenz auf dem Messtischblatt 4353 Döbern von 1919 (Aufnahme 1901 mit Nachträgen), Ausschnitt

Mit seinem Testament vom 26. November 1802 gründete Gottfried Carl August von Schöning die nach ihm benannte Schöningsche Stiftung. Sie wurde nach seinem Tod um 7. Juli 1807 in die Tat umgesetzt. Diese Stiftung hatte den Zweck, adligen Grundbesitzern in der Neumark, besonders aber im Kreis Cottbus zu helfen, die ohne ihr Verschulden in Vermögensverfall gekommen waren, und bei denen die Aussicht bestand, dass sie mit einem Kredit der Stiftung finanziell wieder auf die Beine kommen würden.
1826 sollten die Güter Kathlow, Sergen und Gablenz erneut diesmal auf 12 Jahre verpachtet werden. Die Minimumpacht wurde mit 3.217 Talern 15 Groschen und 7 Pfennige, davon 1.072 Taler 15 Gr in Gold.
1832 wurden die Stiftungsgüter Kathlow, Sergen und Gablenz wieder auf 12 Jahre verpachtet. Die jährliche Pachtsumme betrug für Kathlow 1251 Taler, für Sergen mit Gablenz 1996 Taler. 1834 ist ein Amtmann Papenfuß auf Sergen belegt.
1844 sollten die Vorwerke Kathlow, Sergen und Gablenz sowie die Karpfenteiche bei Kathlow, Sergen und Gablenz auf 24 Jahre neu verpachtet werden. Die Größe des Gutes in Gablenz wird dabei mit 454 Morgen 73 Quadratruten Acker, 3 M 14 QR Gärten, 131 M 30 Qr Wiesen und 81 M 33 QR Hütung angegeben; der Karpfenteich hatte 4 M und 65 QR Fläche. Die jährliche Pachtsumme betrug 2537 Taler 26 Groschen 7 Pfennige, davon musste ein Drittel in Gold bezahlt werden. Mit der Pacht war auch die Verwaltung des Rent- und Polizeiamtes Kathlow verbunden. Die Pächter hatten außerdem die Rechte auf die aus den Dörfern Sergen, Roggäsen, Gablenz, Kathlow und Haasow zu leistenden Ernte-, Hand-, Spinn- und Schafscherdienste. Als Pächter wurde Hermann Johannes Theodor Mothes angenommen.
Die drei Güter sollten 1868 erneut auf 18 Jahre verpachtet werden. Minimum des jährlichen Pachtzinses war auf 3.900 Taler festgesetzt. Der Pächter hatte ein disponibles Vermögen von 25.000 Talern nachzuweisen. Hermann Johannes Theodor Mothes wurde als Pächter angenommen. 1874 war Amtsrat Hermann Johannes Theodor Mothes Amtsvorsteher des Amtsbezirks 9 Sergen. Er war mit Agnes Amalie Matting verheiratet. Er ist zw. 1875 und 1879 verstorben, 1879 nennt das General-Adressbuch die verwitwete Frau Amtsrat Agnes Mothes geb. Matting als Pächterin in Sergen. In Gablenz wurde eine Brennerei betrieben. Ab 1886 war Johannes Kühne Pächter von Sergen, Gablenz und Kathlow.
Im Jahr 1896 umfasste die Gemarkung von Gablenz 178 ha, davon 138 ha Acker, 22 ha Wiesen, 9 ha Hutung, 8 ha Unland und 1 ha Wasser. Besitzer war der auf Gut Sergen ansässige Amtmann Kühne. In den Jahren 1923 und 1929 war Johannes Kühne als Besitzer verzeichnet.

### Dorfgeschichte
Für das Jahr 1635 wurden 3½ Ritterhufen, 14 Bauernhufen ausgewiesen. Außerdem wohnten im Ort noch zwei Gärtner, ein Schäfer und ein Müller. 4½ Bauernhufen waren wüst. Für 1652 werden neun Bauernhufen, eine Gärtnerstelle, drei Büdnerstellen und eine Gärtner- oder Büdnerstelle erwähnt. Von den Bauernhufen waren drei Höfe völlig verwüstet. Von den sechs im Dorf ansässigen Bauern hatten zwei gerade erst angefangen (seit drei Monaten und 10 Wochen; die Bestandsaufnahme erfolgte am 9. Februar 1652). Der Krüger saß zwar auf einem Bauernhof, der Junker hatte ihm aber nur soviel Land wie einem Gärtner gelassen. Fast alle der Bauern hatte zwei Pferde. Lediglich einer der Bauern, die gerade angefangen hatten, hatte (noch) keine Pferde. Aber alle Bauern hatten zwischen zwei und sechs Stück Rindvieh. Die Äcker waren mit drei bis sechs Scheffel Korn (= Roggen) besät worden. Die drei Büdner hatten alle etwas Land, das mit einem halben Scheffel bis einem Scheffel Korn besät war und zwei bis drei Stück Vieh. Ein Büdner war Schneider und in Erntezeiten auch Drescher. Ein anderer war ebenfalls Drescher. Auf der Gärtnerstelle saß die Witwe des Vorbesitzers. Sie hatte den zugehörigen Acker mit einem Scheffel Korn besät und hatte ein Stück Vieh. Auf einer Gärtner- oder Büdnerstelle, dessen voriger Besitzer entlaufen war, saß der Ackermann des Junkers. Die zwei vor dem Dreißigjährigen Krieg vorhandenen Wassermühlen wurden „… bei dem unruhigen Kriegswesen ganz verwüstet, stehet nichts mehr davon.“ Nicht beschrieben ist das Rittergut. Nicht erwähnt ist, ob die Bauern verheiratet, verwitwet oder ledig waren, sodass die Zahl der Einwohner sich nicht genau ermitteln lässt (ca. 33 erwachsene/heranwachsende Personen).
1718/9 umfasste das Rittergut 3½ Ritterhufen und vier angekaufte Bauernhufen. Übrig geblieben waren 7½ Bauernhufen, die von acht Bauern bebaut wurden. Sieben Bauern hatten eine Hufe, ein Bauer lediglich eine halbe Hufe. Die vier und ein Sechstel Kossätenhufen teilten sich acht Gärtner und der Dorfmüller (eine halbe Hufe). Zur Sergensche Pachtwassermühle gehörte eine Hufe Landes. Der Acker der Feldmark war in zwei große Felder geteilt, die jährlich besät wurden.

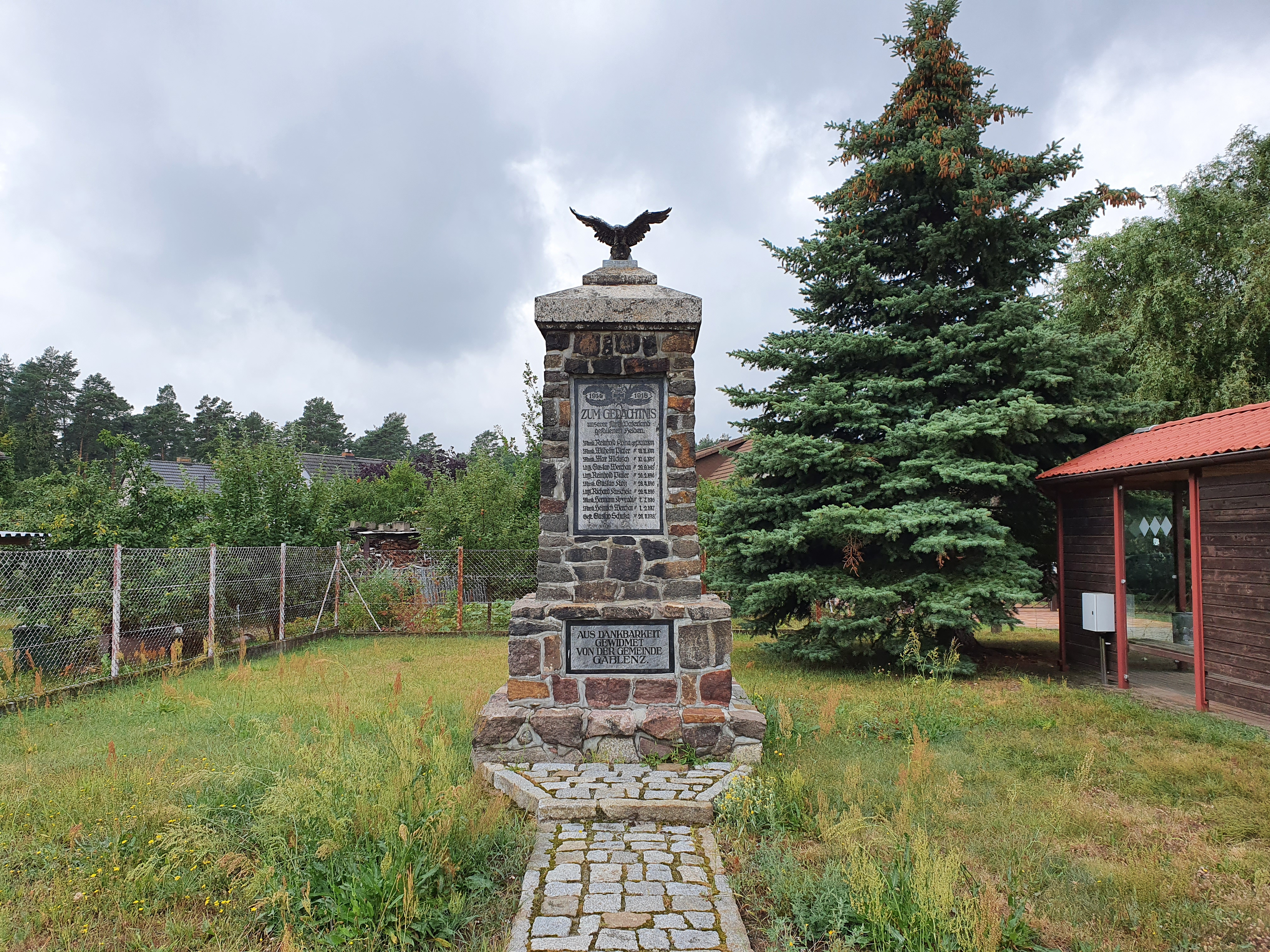
Gefallenendenkmal

Für 1783 nennt Christian Gulde für Gablenz 23 Feuerstellen (Wohngebäude) und 151 Einwohner Friedrich Wilhelm Bratring beschreibt das Dorf (Stand 1805) als „Dorf und Gut, mit sechs Ganzbauern, zwei Halbbauern, fünf Kossäten, sechs Büdnern, zwei Einliegern und einem Müller mit einer Wassermühle.“ Er nennt 25 Feuerstellen und 172 Einwohner. Die Größe der bewirtschaftete Feldmark gibt er mit 15¾ Hufen an. 1818 hatte Gablenz 28 Feuerstellen (Wohngebäude) und 183 Einwohner. 1840 war die Zahl der Wohngebäude auf 40 angewachsen, die Zahl der Einwohner auf 218. Bis 1845 war anscheinend die Wassermühle im Dorf eingegangen, dafür war im Bereich des späteren Wohnplatzes Gablenzer Ausbau eine Windmühle erbaut worden. Bis 1845 war auch die Chaussee von Cottbus nach Tschernitz bis Gablenz fertig gestellt worden, der weitere Verlauf Richtung Döbern war im Bau. 1860 wurden in Gablenz und Sergen neue Kirchhöfe angelegt. 1864 hatte der Müller aus dem Dorfkern ausgesiedelt (ausgebaut) und sein Wohnhaus neben der Windmühle neu erbaut. Es wurden 41 Wohngebäude registriert und 259 Einwohner.
Bei der Volkszählung vom 1. Dezember 1871 gab es in der Landgemeinde Gablenz 50 Haushalte (davon 49 Familien) mit insgesamt 248 Einwohnern, von diesen waren 109 männlich und 139 weiblich. 66 Einwohner waren Kinder unter zehn Jahren und alle Einwohner waren evangelisch-lutherischer Konfession. Im Gutsbezirk Gablenz gab es drei Haushalte und 22 Einwohner, davon vierzehn Männer und acht Frauen. Fünf Einwohner waren jünger als zehn Jahre und alle Einwohner des Gutsbezirkes waren evangelisch. Laut Arnošt Muka waren 1884/85 alle 277 Einwohner Sorben. 1900 hatte der Ort insgesamt 254 Einwohner, davon 243 im Gemeindebezirk und 11 Personen im Gutsbezirk. In der TK 1:25.000 von 1901 (1919) ist am Bügelteich ein Badehaus eingezeichnet. 1913 wurde die Freiwillige Feuerwehr des Ortes gegründet. Die Windmühle existierte bis nach dem Zweiten Weltkrieg. Im Jahr 1956 hatten laut Arnošt Černik nur noch 16,1 Prozent der Einwohner von Gablenz Sorbischkenntnisse.
| Einwohnerentwicklung in Gablenz von 1783 bis 2021 | Einwohnerentwicklung in Gablenz von 1783 bis 2021 | Einwohnerentwicklung in Gablenz von 1783 bis 2021 | Einwohnerentwicklung in Gablenz von 1783 bis 2021 | Einwohnerentwicklung in Gablenz von 1783 bis 2021 | Einwohnerentwicklung in Gablenz von 1783 bis 2021 | Einwohnerentwicklung in Gablenz von 1783 bis 2021 | Einwohnerentwicklung in Gablenz von 1783 bis 2021 | Einwohnerentwicklung in Gablenz von 1783 bis 2021 | Einwohnerentwicklung in Gablenz von 1783 bis 2021 | Einwohnerentwicklung in Gablenz von 1783 bis 2021 | Einwohnerentwicklung in Gablenz von 1783 bis 2021 | Einwohnerentwicklung in Gablenz von 1783 bis 2021 | Einwohnerentwicklung in Gablenz von 1783 bis 2021 | Einwohnerentwicklung in Gablenz von 1783 bis 2021 | Einwohnerentwicklung in Gablenz von 1783 bis 2021 | Einwohnerentwicklung in Gablenz von 1783 bis 2021 | Einwohnerentwicklung in Gablenz von 1783 bis 2021 | Einwohnerentwicklung in Gablenz von 1783 bis 2021 | Einwohnerentwicklung in Gablenz von 1783 bis 2021 | Einwohnerentwicklung in Gablenz von 1783 bis 2021 | Einwohnerentwicklung in Gablenz von 1783 bis 2021 |
| ------------------------------------------------- | ------------------------------------------------- | ------------------------------------------------- | ------------------------------------------------- | ------------------------------------------------- | ------------------------------------------------- | ------------------------------------------------- | ------------------------------------------------- | ------------------------------------------------- | ------------------------------------------------- | ------------------------------------------------- | ------------------------------------------------- | ------------------------------------------------- | ------------------------------------------------- | ------------------------------------------------- | ------------------------------------------------- | ------------------------------------------------- | ------------------------------------------------- | ------------------------------------------------- | ------------------------------------------------- | ------------------------------------------------- | ------------------------------------------------- |
| Jahr                                              | 1783                                              | 1805                                              | 1818                                              | 1840                                              | 1852                                              | 1864                                              | 1875                                              | 1890                                              | 1910                                              | 1925                                              | 1939                                              | 1946                                              | 1950                                              | 1964                                              | 1971                                              | 1981                                              | 1989                                              | 1997                                              | 2003                                              | 2012                                              | 2021                                              |
| Einwohner                                         | 151                                               | 172                                               | 183                                               | 218                                               | 235                                               | 259                                               | 265                                               | 271                                               | 236                                               | 219                                               | 208                                               | 256                                               | 265                                               | 234                                               | 229                                               | 198                                               | 178                                               | 196                                               | 197                                               | 168                                               | 159                                               |

### Kommunalpolitische Geschichte
Das niederlausitzische Dorf Gablenz gehörte seit 1445/55 zur brandenburgischen Herrschaft Cottbus bzw. zum Cottbusischen Kreis der Neumark. Die kurze Grenze der Gemarkung Gablenz zur Gemarkung Jethe bildete bis 1815 die Grenze zur sächsischen Niederlausitz. 1806/7 musste Preußen den Cottbusischen Kreis durch den Frieden von Tilsit an das Königreich Sachsen abgetreten. 1813/4 kam der Kreis wieder zu Preußen, 1815 auch die übrige Niederlausitz, die nun Sachsen an Preußen abtreten musste. In der Kreisreform von 1816 und 1817 wurde der neue Cottbuser Kreis, später Landkreis Cottbus gebildet, dem die früheren niederlausitzischen Enklaven einverleibt wurden. Dafür gingen einige bisherige Exklaven des Cottbusischen Kreises an benachbarte Kreise verloren. Gablenz verblieb im Kreis Cottbus. 1900 hatte der Gemeindebezirk 251 ha, der Gutsbezirk 264 ha. 1928 wurden Gemeinde- und Gutsbezirk zur Gemeinde Gablenz vereinigt.
Nach dem Ende des Zweiten Weltkrieges kam Gablenz zur Sowjetischen Besatzungszone und somit ab 1949 zur DDR. Bei der ersten Gebietsreform am 1. Juli 1950 blieb Gablenz im Landkreis Cottbus, bei der Gebietsreform am 25. Juli 1952 wurde die Gemeinde dem neu gebildeten Kreis Cottbus im Bezirk Cottbus zugeordnet. Der Kreis Cottbus wurde 1954 in Kreis Cottbus-Land umbenannt und erhielt nach der Wiedervereinigung den Namen Landkreis Cottbus.
Nach der Wende schlossen sich 1992 18 Gemeinden zum Amt Neuhausen/Spree zusammen. Der Landkreis Cottbus ging bei der Kreisreform 1993 in Brandenburg im Landkreis Spree-Neiße auf. Zum 26. Oktober 2003 wurden drei Gemeinden des Amtes Neuhausen/Spree Gallinchen, Groß Gaglow und Kiekebusch in die Stadt Cottbus eingegliedert. Sie schieden daher auch aus dem Landkreis Spree-Neiße aus. Zum 19. September 2004 schlossen sich die restlichen Gemeinden des Amtes zur neuen Gemeinde Neuhausen/Spree zusammen, das Amt wurde gleichzeitig aufgelöst. Gablenz ist seither ein Ortsteil von Neuhausen/Spree. Er ist durch einen Ortsbeirat bestehend aus drei Personen vertreten, die aus ihrer Mitte den/die Ortsvorsteher/Ortsvorsteherin wählen. In der Wahlperiode 2019 bis 2024 ist Christina Krüger Ortsvorsteherin in Gablenz, ihre Stellvertreter sind Roland Kiefel und René Müller.

### Kirchliche Zugehörigkeit
Gablenz hat keine Kirche und war 1652 nach Komptendorf eingekircht. Heute gehört es zur Evangelischen Kirchengemeinde Kahren-Komptendorf im Evangelischen Kirchenkreis Cottbus/Chóśebuz.

## Denkmale und Sehenswürdigkeiten

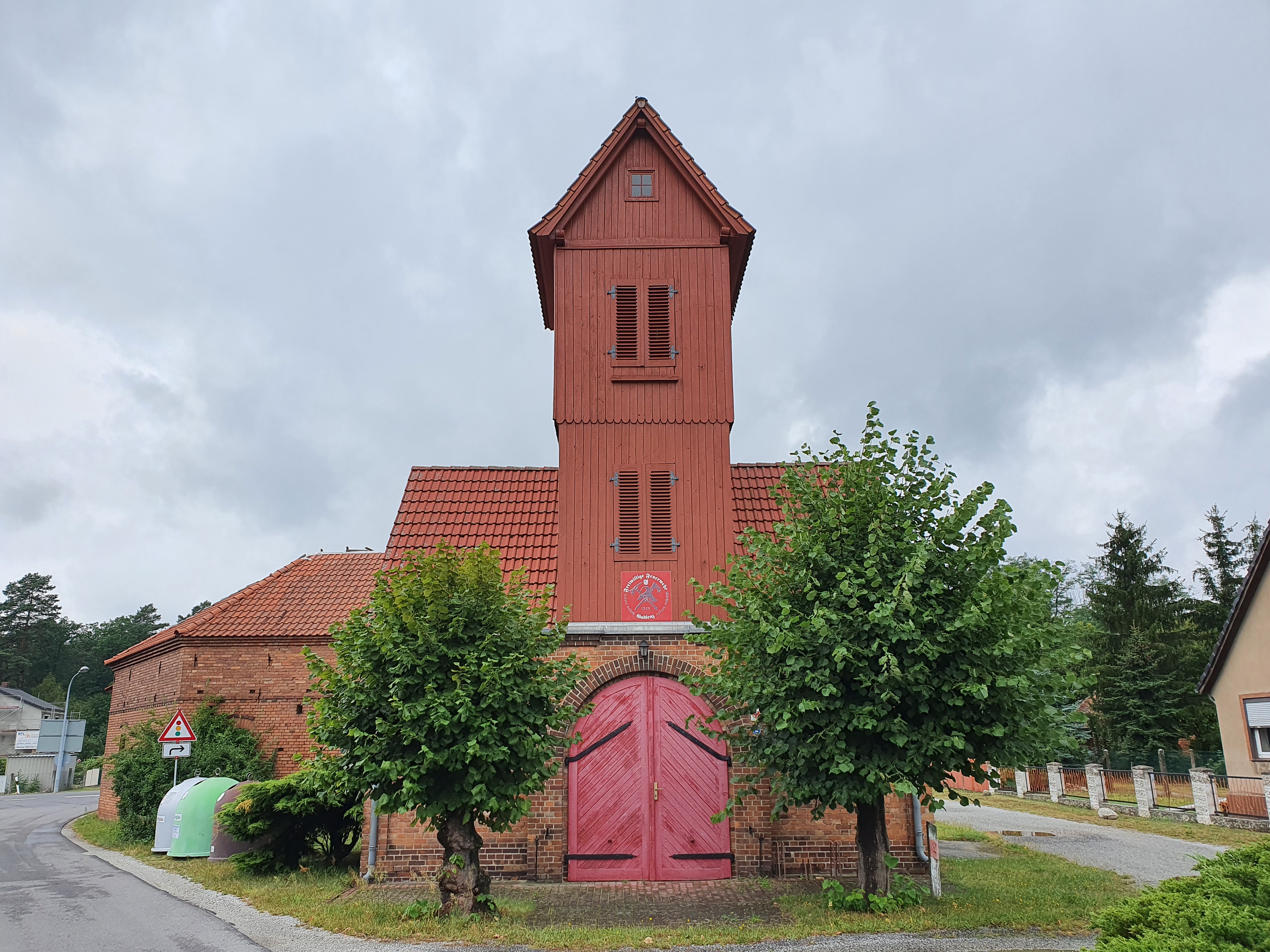
Feuerwehrhaus in Gablenz

Die Denkmalliste des Landes Brandenburg für den Landkreis Spree-Neiße listet für Gablenz vier Bodendenkmale auf:
- Nr. 120019 Flur 1: ein Gräberfeld der Bronzezeit
- Nr. 120020 Flur 1: eine Siedlung der Eisenzeit
- Nr. 120334 Flur 1´und 2: der Dorfkern des deutschen Mittelalter, der Dorfkern der Neuzeit
- Nr. 120021 Gablenz Flur 1/Sergen Flur 3: eine Siedlung der Eisenzeit
- Nr. 120212 Gablenz Flur 1/Trebendorf Flur 1: eine Siedlung der Bronzezeit

Auffallend ist der hohe Turm des Feuerwehrhäuschens der Freiwilligen Feuerwehr Gablenz.

## Persönlichkeiten
- Annemarie Schulz (1897–1979), Politikerin (KPD) und Widerstandskämpferin gegen den Nationalsozialismus, wurde in Gablenz geboren

## Belege